# Georgius Hornius
Georgius Hornius, auch Georg Horn (* 1620 in Kemnath, Oberpfalz; † 10. November 1670 in Leiden), war ein deutscher Historiker, Geograf, Theologe und Professor.

## Leben
Aufgrund der böhmischen Kriege verbrachte Horn seine Jugend in brandenburgischen Ländereien. Außerdem wohnte er zeitweise auch in Creußen, Neustadt am Kulm, Nürnberg sowie auf der Plassenburg in Kulmbach. Überliefert ist auch eine längere Reise nach England. Als Professor lebte er in Harderwijk und Leiden. Dennoch blieb er in gewisser Weise heimatverbunden. In Erinnerung an seine Herkunft aus der nördlichen Oberpfalz schreibt er in seinem Werk Orbis Politicus im Jahr 1667 über den Rauhen Kulm: Im Mittelpunkt Deutschlands steht er, alle Berge weit und breit überragend, gewissermaßen ein Weltwunder und fährt in Bezug auf den Kleinen Kulm und Rauhen Kulm fort, dass sie nur in Arabien, im Sinai und Horeb ihresgleichen finden.
An der Hochschule in Leiden war er ein Bekannter von Cornelius Tollius.

## Schriften (Auswahl)
- Georgi Horni orbis politicus, imperiorum, regnorum, principatuum rerumpublicarum. 1668
- Historia Philosophica. 1655
- Kerkelycke historie, van de scheppinge des werelts, tot 't jaer des Heeren. 1666
- Arca Noae, sive Historia imperiorum et regnorum ̀condito orbe ad nostra tempora. Officina Hackiana, Leiden 1666
- Description exacte de l'Univers : ou l'ancienne Geographie sacrée et profane. Pierre de Hondt, Haag 1741 (Digitalisat)